# Ferdinand Vilém Eusebius ze Schwarzenbergu
Ferdinand Vilém Eusebius ze Schwarzenbergu, zvaný král moru (Pestkönig; 23. května 1652 Brusel – 26. října 1703 Vídeň) byl český a rakouský šlechtic, 2. kníže z rodu Schwarzenbergů, syn diplomata a zakladatele schwarzenberského panství Jana Adolfa I., významný politik a císařský tajný rada. Jeho sestrou byla Marie Arnoštka, 7. vévodkyně krumlovská. Díky svému sociálnímu cítění vešel ve známost jako "Král moru". Počínaje jeho osobou mluvila všechna knížata ze Schwarzenbergu česky.

## Život
Ferdinand Vilém Eusebius se narodil jako syn významného rakouského diplomata Jana Adolfa I. (1615–1683) a jeho manželky Marie Justýny, rozené ze Starhembergu. Otec v té době působil jako osobní komoří a důvěrník místodržícího ve Španělském Nizozemí arcivévody Leopolda I. Jeho otec, který se projevil i jako vynikající hospodář, později založil schwarzenberské panství v jižních Čechách a zároveň obdržel roku 1670 dědičný knížecí titul a roku 1671 i veliký palatinát jak pro svého syna, Ferdinanda Viléma Eusebia, tak i pro všechny jeho mužské potomky.
Pod dohledem svého všestranného otce studoval nejprve ve Vídni, v Praze, kde se mimo jiné naučil český jazyk, dále ve francouzském Besançonu, v Římě i Salcburku a podnikal různé studijní cesty po Čechách, Německu a Francii. V otcových stopách se vydal cestou kariéry u císařského dvora ve Vídni, v jehož hierarchii dosáhl nejvyšších příček – přes tajného radu (1668) a nejvyššího císařského maršálka se na sklonku života stal nejvyšším hofmistrem císařovny (1692–1703).
Roku 1674 se oženil s Annou Marií ze Sulzu, čímž po smrti jejího otce, který neměl mužského potomka, připojil lankrabství Klettgau ke svému a získal i titul hraběte ze Sulzu, i když hrabství samo Sulzové již roku 1473 postoupili Württemberskému hrabství. Získal i mnohá další panství v Čechách, Bavorsku a Štýrsku a tím významně rozšířil rodové državy.
Ferdinand se však proslavil především svým, na onu dobu nezvyklým, sociálním cítěním. Během morové epidemie ve Vídni roku 1680 dohlížel na striktní dodržování předpisů zamezujících šíření nákazy a nad celkovou bezpečností obyvatel ve městě. Zároveň nařídil otevření všech skladů s potravinami a jejich spravedlivé rozdělování obyvatelstvu. Za svou aktivitu a velkorysost si vysloužil přízvisko Král moru. Do dějin Vídně se zapsal i během jejího obléhání osmanskou armádou (1683), kdy na vlastní náklady zásoboval obyvatelstvo obléhaného hlavního města.
Kníže Ferdinand ovládal francouzštinu, němčinu a češtinu.
Pochován byl v rodové hrobce v Augustiniánském kostele ve Vídni.

## Knížecí závěť a odkaz
Ferdinand Vilém Eusebius ve své závěti stanovil pro pozdější schwarzenberský rod velmi podstatnou klauzuli, ve která uváděl: bude-li mít kníže dva syny, již se dožijí plnoletosti, rozdělí si po jeho smrti a po dosažení plnoletosti rodový majetek na dvě části mezi sebe. Tato klauzule zůstávala nenaplněna 99 let do doby, než si kníže Josef II. a jeho mladší bratr Karel I. rozdělili Schwarzenberské dominium na tzv. primogenituru a mladší sekundogenituru.
Jeho syn Adam František, 3. kníže ze Schwarzenberku se stal roku 1723 dědictvím po Ferdinandově sestře Marii Arnoštce 8. vévodou krumlovským a prvním krumlovským vévodou z rodu Schwarzenbergů.

Během jeho života zaznamenal rodový schwarzenberský erb největších a zároveň konečných změn.

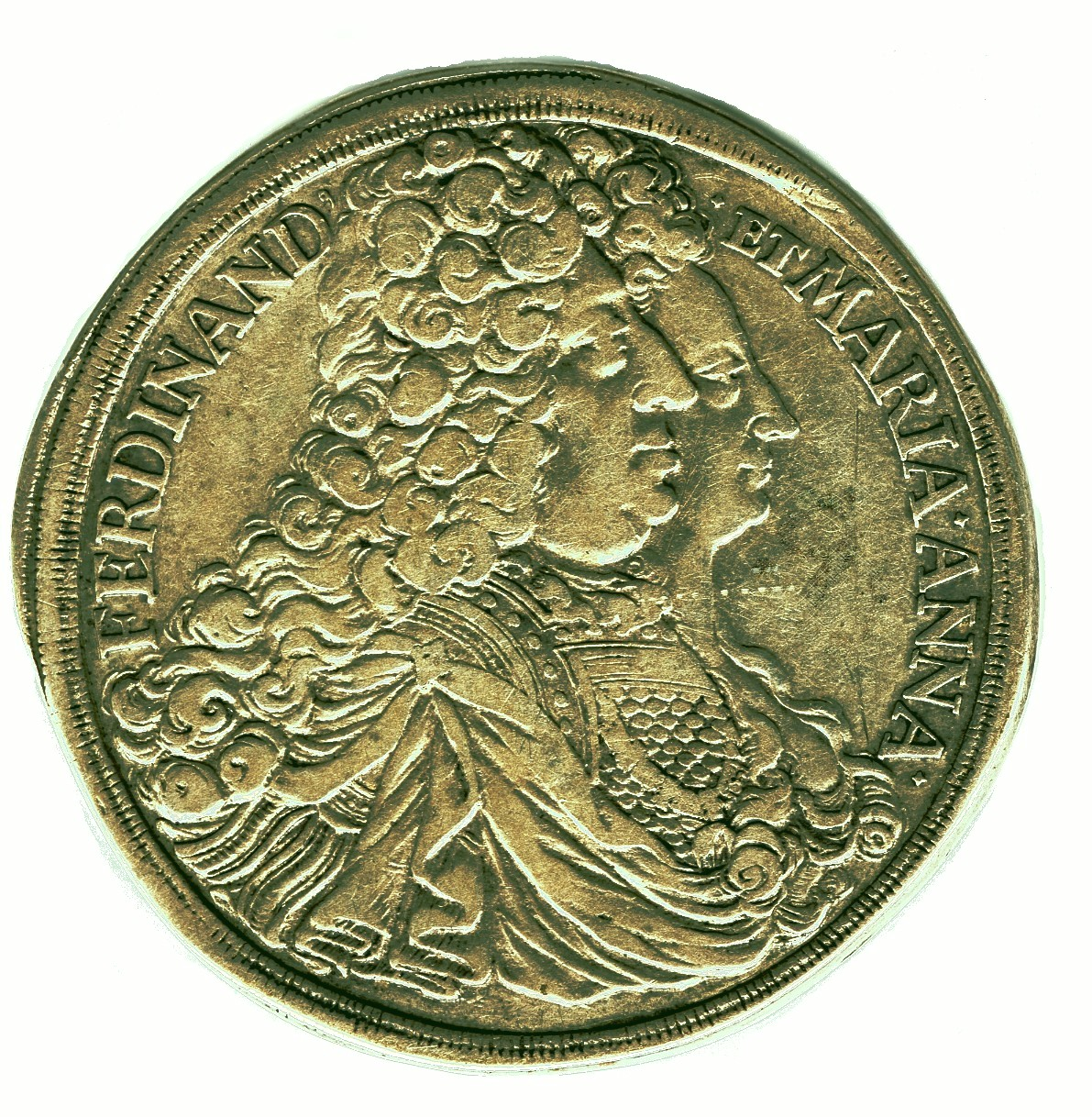
Knížecí tolar z roku 1696. Nápis FERDINAND' - ET MARIA ANNA.

## Rodina
- Manželka: ∞ 21. 5. 1674 Langenargen Marie Anna ze Sulzu (24. 10. 1653 Tiengen – 18. 7. 1698 Vídeň), dcera Jana Ludvíka II. ze Sulzu (23. 10. 1626 Tiengen – 21. 8. 1687 Jestetten) a (∞ 2. 7. 1652 Weingarten) Marie Alžběty z Königsegg-Aulendorfu (1634 – 12. 12. 1658)
- Děti (celkem 11, z toho 3 synové a 8 dcer):
  - 1. Marie Josefa (19. března 1675 – 5. ledna 1686)
  - 2. Adolf Ludvík (1676–1686)
  - 3. Marie Františka (17. srpna 1677 – 8. prosince 1731) ∞ (1699) Karel Egon lankrabě z Fürstenbergu (2. listopadu 1665 – 14. října 1702), padl v bitvě u Friedlingenu
  - 4. Adam František (25. září 1680, Linec – 11. června 1732, Brandýs nad Labem), 8. vévoda krumlovský a 3. kníže ze Schwarzenbergu ∞ (13. 12. 1701 Vídeň) Eleonora Amálie z Lobkovic (20. června 1682, Mělník – 5. května 1741, Vídeň)[3]
  - 5. Marie Terezie Filicitas (3. srpna 1683 – 26. ledna 1685)
  - 6. Kristián (1685–1685)
  - 7. Johanna (1685–1685)
  - 8. Johana Charlotta (18. května 1687 – 7. července 1687)
  - 9. Marie Anna Johana (23. listopadu 1688 – 27. září 1757) ∞ 1708 František Leopold hrabě ze Šternberka (9. července 1681, Praha – 14. května 1745 Žirovnice), prezident české komory 1727–1745
  - 10. Marie Luisa (16. prosince 1689 – 28. září 1739) ∞ (16. listopadu 1706) Ferdinand August kníže z Lobkoic (7. září 1655 Neustadt an der Waldnaab – 3. října 1715 Vídeň)[4]
  - 11. Marie Antonie (25. září 1692 – 7. srpna 1744) ∞ 1709 František Karel II. Libštejnský z Kolovrat (29. března 1684 – 10. května 1753)